# Ministère fédéral des Finances (Autriche)
Pour les articles homonymes, voir BMF et Ministère fédéral des Finances.
Le ministère fédéral des Finances (en allemand : Bundesministerium für Finanzen, BMF) est le département ministériel chargé des finances publiques et d'une partie de la politique économique fédérales de l'Autriche.
Il est dirigé depuis le 3 mars 2025 par l'indépendant Markus Marterbauer.

## Fonctions

### Compétences
Le ministère est compétent pour les affaires du système financier, y compris la compensation financière entre l'État fédéral et les Länder, les finances publiques fédérales, le secteur financier et l'équilibre budgétaire, la politique économique, en ce qu'elle ne dépend pas du ministère fédéral de l'Économie, les monopoles d'État, le patrimoine fédéral, en particulier la dette publique, la fiducie, les entreprises publiques, et les institutions financières internationales.

### Organisation
Le ministère s'organise entre les sections suivantes : 
- Section I : Administration, Gestion et Services financiers (Finanzverwaltung, Management und Services) ;
- Section II : Budget (Budget) ;
- Section III : Politique économique, Marchés financiers et Douanes (Wirtschaftspolitik, Finanzmärkte und Zölle) ;
- Section IV : Politique fiscale et Droit fiscal (Steuerpolitik und Steuerrecht).

## Titulaires depuis 1945
| Nom | Nom                  | Dates du mandat | Dates du mandat | Parti | Gouvernement(s)                  |
| --- | -------------------- | --------------- | --------------- | ----- | -------------------------------- |
|     | Georg Zimmermann     | 27/04/1945      | 11/10/1949      | ÖVP   | Renner Figl I                    |
|     | Eugen Margarétha     | 08/11/1949      | 23/01/1952      | ÖVP   | Figl II                          |
|     | Reinhard Kamitz      | 23/01/1952      | 17/06/1960      | ÖVP   | Figl II et III Raab I, II et III |
|     | Eduard Heilingsetzer | 17/06/1960      | 11/04/1961      | ÖVP   | Raab III et IV                   |
|     | Josef Klaus          | 11/04/1961      | 20/11/1962      | ÖVP   | Gorbach I                        |
|     | Franz Korinek        | 27/03/1963      | 02/04/1964      | ÖVP   | Gorbach II                       |
|     | Wolfgang Schmitz     | 02/04/1964      | 19/01/1968      | ÖVP   | Klaus I et II                    |
|     | Stephan Koren        | 19/01/1968      | 03/03/1970      | ÖVP   | Klaus II                         |
|     | Hannes Androsch      | 21/04/1970      | 20/01/1981      | SPÖ   | Kreisky I, II, III et IV         |
|     | Herbert Salcher      | 20/01/1981      | 10/09/1984      | SPÖ   | Kreisky IV Sinowatz              |
|     | Franz Vranitzky      | 10/09/1984      | 16/06/1986      | SPÖ   | Sinowatz                         |
|     | Ferdinand Lacina     | 16/06/1986      | 06/04/1995      | SPÖ   | Vranitzky I, II, III et IV       |
|     | Andreas Staribacher  | 06/04/1995      | 03/01/1996      | SPÖ   | Vranitzky IV                     |
|     | Viktor Klima         | 03/01/1996      | 20/01/1997      | SPÖ   | Vranitzky IV et V                |
|     | Rudolf Edlinger      | 28/01/1997      | 04/02/2000      | SPÖ   | Klima                            |
|     | Karl-Heinz Grasser   | 04/02/2000      | 11/01/2007      | FPÖ   | Schüssel I                       |
|     | Karl-Heinz Grasser   | 04/02/2000      | 11/01/2007      | Sans  | Schüssel II                      |
|     | Wilhelm Molterer     | 11/01/2007      | 02/12/2008      | ÖVP   | Gusenbauer                       |
|     | Josef Pröll          | 02/12/2008      | 21/04/2011      | ÖVP   | Faymann I                        |
|     | Maria Fekter         | 21/04/2011      | 16/12/2013      | ÖVP   | Faymann I                        |
|     | Michael Spindelegger | 16/12/2013      | 01/09/2014      | ÖVP   | Faymann II                       |
|     | Hans Jörg Schelling  | 01/09/2014      | 18/12/2017      | ÖVP   | Faymann II Kern                  |
|     | Hartwig Löger        | 18/12/2017      | 03/06/2019      | ÖVP   | Kurz I                           |
|     | Eduard Müller        | 03/06/2019      | 07/01/2020      | Sans  | Bierlein                         |
|     | Gernot Blümel        | 07/01/2020      | 06/12/2021      | ÖVP   | Kurz II Schallenberg             |
|     | Magnus Brunner       | 06/12/2021      | 20/11/2024      | ÖVP   | Nehammer                         |
|     | Gunter Mayr          | 20/11/2024      | 03/03/2025      | ÖVP   | Nehammer                         |
|     | Markus Marterbauer   | 03/03/2025      | En fonction     | Ind   | Stocker                          |